# دبليو دبليو إي تو كي
دبليو دبليو إي تو كي (بالإنجليزية: WWE 2K)‏ وكانت تُعرف سابقًا باسمِ دبليو دبليو إف سماكداون! (بالإنجليزية: WWF/E SmackDown!)‏ كما اشتهرت في وقتٍ ما باسمِ سماكداون ضدَّ راو (بالإنجليزية:  SmackDown! Vs Raw)‏ هي سلسلةٌ من ألعاب الفيديو من نوعيّة محاكاة رياضة المصارعة المحترفة. طُوّرت اللعبة مع بداية القرن الحادي والعشرين حيثُ صدرت لأول مرةٍ عام 2000 بشكلٍ مشتركٍ من قِبل شركة يوكز وفيجوال كونسبتس من إصدار دبليو دبليو إي تو كي 14 وحتى إصدار دبليو دبليو إي تو كي 20 عندما انسحب يوكز من فريق التطوير مع أنها كانت المطور الوحيد لكلّ النسخ قبل دبليو دبليو إي تو كي 14). تُنشر اللعبة من قِبل تو كي جيمز حيث تُحاكَى فيها رياضة المصارعة المحترفة وبشكلٍ أكثر تحديدًا مباريات دبليو دبليو إي بما في ذلك المصارعين والقصص أو البرمجة ما قبلَ المباريات وباقي الأمور من هذا القبيل.

## التطوير
طُوّرت كلُّ لعبةٍ أُنتجت في إطارِ سلسلة دبليو دبليو تو كي حتى عام 2019 بواسطةِ شركة يوكز بالتعاونِ معَ فيجوال كونسبتس فيما تكلفت شركة تو كي جيمز بعمليّة النشر والتوزيع. كان مُحرّك اللعبة يعتمدُ في الأصلِ على المحرك الذي تستخدمهُ سلسلة ألعاب الفيديو اليابانية للمصارعة المحترفة توكون ريتسودين (بالإنجليزية: Toukon Retsuden)‏ وهي اللعبة المطوّرة أيضًا بواسطة يوكز. قبل إصدار لعبة دبليو دبليو إي سماكداون ضد رو – وهي لعبةٌ تختلفُ عن دبليو دبليو إي تو كي رغم اختلاطِ الاسمين أحيانًا – كانت لعبة شركة يوكز هي الأخرى وفي إطار سلسلة الألعاب تخضعُ للتطوير حيث أُضيفت ميزة الترجمة، كما أُضيفت لها ميزة التعليق الصوتي حيث قام نجومٌ في دبليو دبليو إي بتسجيل نصٍّ صوتي لإضفاء بعض الواقعيّة والمتعة في نفس الوقت على لعبة الفيديو التي كانت في بدايتها.
عملت استوديوهات يوكيز في يوكوهاما باليابان مع كتّابِ دبليو دبليو إي لإنشاء قصص لكل موسمٍ من اللعبة. عندما صدرت نُسخة دبليو دبليو إي سماكداون ضدَّ راو عام 2007 لأكثر من مشغّل ألعاب فيديو، كان لزامًا على يوكيز نقل الشيفرة المصدريّة والتصميمات الرسوميّة إلى محرّكِ ألعابٍ جديدٍ يدعمُ المشغّلات ووحدات التحكم الجديدة. يتعيَّنُ على المطورين عند إضافة ميزاتٍ جديدةٍ إلى ألعاب دبليو دبليو إي تو كي إنشاء رموز ألعاب جديدة للميزات، كما يتعيَّنُ عليهم اختبار اللعبة من وقتٍ لآخر بحثًا عن أي أخطاء. يتمثَّلُ التحسين الذي يُجرى سنويًا بواسطة يوكيز مع كل إصدارٍ من لعبة دبليو دبليو إي تو كي في عدد المضلعات للنماذج ثلاثية الأبعاد في كل لعبة. حدثت خلال عمليّات التطوير بعض الأخطاء الفنيّة مما دفع المُطوِّرين إلى ضبط الأحرف المخصصة أثناء التحميل. بدءًا من نسخة دبليو دبليو إي تو كي 12 وحتى دبليو دبليو تو كي 16، اعتَمد المطورون على صور عروض المصارعة الحيّة لكن بدءًا من دبليو دبليو تو كي 17 فصاعدًا فضَّل المطورون اعتماد شكلٍ آخرٍ من الصور داخل اللعبة لاستيعابِ الشخصيّات ولمُحاولة تقليل وقت التحميل. يُنادي المذيع داخل اللعبة اسم المصارع الذي يُختار من قِبل اللاعب ثمّ يُؤدّي بعض الحركات المعروفة عنه مثل تلك التي يفعلها خلال العروض الحيّة أو المصورة.

## التاريخ
| النسخ المطوّرة من قِبل شركة تي إيتش كيو بالأخضر الفاتح النسخ المطوّرة من قِبل شركة تو كي بالأخضر الفاتح |                                     |
| 2000                                                                                                | دبليو دبليو إف سماكداون             |
| 2000                                                                                                | دبليو دبليو إف سماكداون 2001        |
| 2001                                                                                                | دبليو دبليو إف سماكداون 2002        |
| 2002                                                                                                | دبليو دبليو إي سماكداون 2003        |
| 2003                                                                                                | دبليو دبليو إي سماكداون 2004        |
| 2004                                                                                                | دبليو دبليو إي سماكداون ضد راو 2005 |
| 2005                                                                                                | دبليو دبليو إي سماكداون ضد راو 2006 |
| 2006                                                                                                | دبليو دبليو إي سماكداون ضد راو 2007 |
| 2007                                                                                                | دبليو دبليو إي سماكداون ضد راو 2008 |
| 2008                                                                                                | دبليو دبليو إي سماكداون ضد راو 2009 |
| 2009                                                                                                | دبليو دبليو إي سماكداون ضد راو 2010 |
| 2010                                                                                                | دبليو دبليو إي سماكداون ضد راو 2011 |
| 2011                                                                                                | دبليو دبليو إي 12                   |
| 2012                                                                                                | دبليو دبليو إي 13                   |
| 2013                                                                                                | دبليو دبليو إي تو كي 14             |
| 2014                                                                                                | دبليو دبليو إي تو كي 15             |
| 2015                                                                                                | دبليو دبليو إي تو كي 16             |
| 2016                                                                                                | دبليو دبليو إي تو كي 17             |
| 2017                                                                                                | دبليو دبليو إي تو كي 18             |
| 2018                                                                                                | دبليو دبليو إي تو كي 19             |
| 2019                                                                                                | دبليو دبليو إي تو كي 20             |
| 2020                                                                                                | دبليو دبليو إي تو كي باتل جراوند    |
| 2021                                                                                                |                                     |
| 2022                                                                                                | دبليو دبليو إي تو كي 22             |

سُمّيت سلسلة الألعاب في الأصلِ باسمِ سماكداون! نسبةً لبرنامج راو التلفزيوني سماكداون. كان أول إصدارٍ في السلسلة هو دبليو دبليو إف سماكداون! حيث صدرت هذه النسخة في آذار/مارس 2000 وأصبحت متوفرة في وقتٍ ما على جهاز البلاي ستيشن. بعد توسّع العلامة التجاريّة راو وتمديد شراكتها مع سماكداون أصبحَ عنوان السلسلة بحلول عام 2004 دبليو دبليو إي سماكداون ضد رو حيثُ أُضيفت العلامة التجاريّة راو المملوكة هي الأخرى لدبليو دبليو إي. توسَّعت السلسلة في غضونِ بضع سنواتٍ حيث أصبحَ هناك إصدارٌ سنوي من اللعبة التي دعمت الجيل السابع من أنظمة ألعاب الفيديو كما وفَّرت نسخًا للأجهزة المحمولة. أصدرت يوكيز أيضًا السلسلة في اليابان تحت اسم إكزايتينغ برو ريسلينج (بالإنجليزية: Exciting Pro Wrestling)‏ ومع ذلك وبعد إصدار نسخة دبليو دبليو إي سماكداون ضد رو 2006 تولَّت شركةُ تي إتش كيو دور الناشر الياباني واعتمدت الإصدارات اليابانية الاسم الغربي. أُعيدت تسميّة سلسلة الألعاب لاحقًا باسم دبليو دبليو إي فقط وذلك بدءًا من نسختي 2011 و2012.
بعد حلِّ شركة تي إتش كيو في كانون الثاني/يناير 2013، حصلت شركة تيك-تو إنترأكتيف على حقوقِ النشر لسلسلة ألعاب فيديو دبليو دبليو إي. أكَّدت تيك-تو عمليّة الاستحواذ في شباط/فبراير قائلةً إنها ستحتفظ أيضًا بخدمات يوكيز وموظّفي تي إتش كيو الذين عملوا على سلسلة دبليو دبليو إي. تُعتبر نسخة دبليو دبليو إي تو كي 14 أول لعبة أو بالأحرى نسخة تُصدر تحت العلامة التجاريّة تو كي. وقَّعت دبليو دبليو إي وتو كي في أوائل عام 2016 اتفاقيّةً لتمديدِ ترخيص تو كي للسلسلة الألعاب لكنَّ الشركتانِ لم تُعلنا عن التفاصيل الدقيقة لهذه السلسلة. أصبحت نسخة دبليو دبليو إي تو كي 20 هي أول لعبة تصدرُ تحت شعار تو كي ولا يتمُّ تطويرها بواسطةِ شركة يوكيز، بل عن طريق شركة فيجوال كونسيبت التي لها باعٌ طويلٌ في العملِ على ألعاب الفيديو.

## طريقة اللعب
كانَ لدى اللعبة الأولى في السلسلة والتي حملت الاسم دبليو دبليو إف سماكداون! نظامٌ واضحٌ للحركات مثل الجمع بين زرّ السهم وزر الدائرة للتصارع والتحركات والجمع بين زر السهم والزر إكس لتنفيذ حركةٍ ما وهكذا. اتبعت معظم الألعاب اللاحقة من هذه السلسلة وبخاصّة لعبة دبليو دبليو إف سماكداون 2: اعرف دورك نفس مخطَّط التحكم في الإصدار الأول. تغيَّر المخطط قليلًا في لعبة دبليو دبليو إي سماكداون ضد راو 2007 حيث غُيّر نوعًا ما نظام التصارع في اللعبة فعلى عكس النسخِ السابقة حيث كان يضغطُ اللاعب على زرين للتصارع أو للهجوم أصبحَ في إمكانِ اللاعبين وضع المصارعين في وضعِ التصارع ثم اختيار أداء حركة عن طريق تحريك أزرار الاتجاهات في وحدة التحكم، وعلى سبيل المثال لا الحصر يُمكن للاعبِ في هذه النسخة أن يضعَ لاعبهُ في وضع تصارعٍ ثم يقوم بتنفيذ حركةٍ ما على غرار السوبليكس أو السبير وما إلى ذلك من الحركات المعروفة في عالم المصارعة. قبل إصدارِ نسخة دبليو دبليو إي سماكداون ضدَّ راو 2008 كان اللاعب مضطرًا حين الرغبةِ في تثبيت خصمهِ على الضغطِ على عدّة أزرار بما في ذلك أزرار الاتجاهات وأزرار اللعب كما كان يتوجّب على الخصم فعل نفس الحركة تقريبًا لتفادي التثبيت. سهَّلت الشركة المنتجة للعبة هذا الأمر في الإصدار اللاحق حيث أصبحَ بإمكان اللاعب تحريك أزرار الاتجاهات بطريقة معيّنة لإجبار الخصم على الخضوع بينما يُمكن للخصم أن يفعل الشيء نفسه لتفادي التثبيت.
يظهرُ في نسخِ سماكداون ضدَّ راو على الشاشة مقدارُ الضرر الذي لحق بكلّ لاعب، وعندَ تنفيذ حركةٍ ما ضد لاعبٍ معيّن تُومض المنطقة المصابة من الجسم وكلما زادَ الضرر الذي لحق بهذا الجزء المحدد من الجسم زادت احتماليّة هزيمته عند التثبيت أو الإخضاع أو حتى الاستسلام بعد تلقي الكثير من الضربات. استُخدمت في هذه النسخ الألوان لتمثيل مقدار الضرر الذي لحق بمنطقة معينة من الجسم، حيث يُمثّل اللون الأصفر ضررًا طفيفًا ويُمثل البرتقالي ضررًا متوسطًا فيما يُمثل اللون الأحمر أقصى ضرر. تخلَّت الشركة المنتجة للعبة في نسخة دبليو دبليو إي سماكداون ضدَّ راو 2010 على هذه الطريقة، وأصبحَ يُمكن معرفة مدى الضرر الذي لحق بالمُصارع من خلالِ مشاهدة أفعاله الجسدية على الحلبة حيث أنها تُشير بوضوحٍ إلى مدى تعرضه للأذى. كلما زاد الضرر الذي يلحقُ بالمصارع في اللعبة زاد احتمالُ خسارتهِ للمباراة، وهناك أربعُ طرقٍ للفوز بمباراةٍ في كل لعبة: التثبيت، الاستسلام، الضربة القاضيّة والعد كما يُمكن أن تنتهي المباراة بالتعادل وفي بعضِ الحالات عبر التجريد من الأهليّة.
أضافت الشركة في إحدى نسخِ دبليو دبليو إي سماكداون ضدَّ رو خيار القتال «القذر» أو «النظيف»، وعندما يختار اللاعبُ الخيار الأول يُطلق الجمهور صيحات الاستهجان على المصارع حين التوجّه للحلبة وداخلها، وعلى العكس من ذلك فإنَّ الذي يختارُ اللعب النظيف يحظى بهتافِ الجمهور وتشجيعهم له. يجبُ على اللاعبين الذين يستخدمون مصارعًا يلعبُ لعبًا قذرًا توجيه مصارعهم لتنفيذ تكتيكات قذرة أو غير شرعيّة مثل مهاجمة الحكم أو نزع الوسادة من الحلبة أو استعمال الكراسي والطاولات وما إلى ذلك، بينما يقوم المصارع الذي يلعبُ لعبًا نظيفًا بأداء تكتيكات نظيفة مثل لا تتجاوزُ حد التهكم على الخصم مع ضرورة احترام الحكم وعدم اللجوء لضربات غير شرعيّة. عندما يُبالغ المصارع في تنفيذِ حركات غير شرعيّة تنخفضُ شدّة ضرباتهِ تلقائيًا وبالمثل تزدادُ شدّة ضربات المصارعين النظيفين حين الالتزام بالقوانين داخل وخارج الحلبة.
أُضيف في نسخة دبليو دبليو إي سماكداون ضد رو 2006 نظام القدرة على التحمل والذي كان مقياسًا لقدرة النجوم أو المصارعين على التحمل. ينخفضُ هذا المعدل عند إجراء المصارع لمجموعة متنوعة من الحركات ثم يزدادُ كلما قلَّلَ المصارع من تلك الحركات وعرفَ متى يستعملها ما يضمنُ له زيادة القدرة على التحمل وبالتالي احتماليّة أكبر للنجاة من حركات خصمهِ القاضيّة. حينما تنخفضُ قدرة المصارع على التحمل تصيرُ حركاتهِ بطيئة بشكلٍ واضحٍ بما في ذلك أبسط الحركات وهي المشي والجري أمَّا إذا انخفض العدَّادُ تمامًا فيسقط المصارع على الأرض إلى أن يرتفعَ العداد من جديد. عُطّل هذا النظام افتراضيًا في نسخة دبليو دبليو إي سماكداون ضد رو 2008 وما تبعها من نسخٍ قبل أن يُعاد للعمل به في نسخِ تو كي وبالتالي في نسخة دبليو دبليو إي تو كي 16 وما تبعها.
أُزيل نظام المصارع الضعيف/القوي من نسخة دبليو دبليو إي 12 وما بعدها. تُؤدّي الشخصيات الآن حركات مختلفة بناءً على الحالة البدنية الحالية ومستوى الخصم، ويتمتعُ اللاعبون بفرصةٍ للهجوم حتى عند المعاناة أمام المنافس كما يُمكنهم مقاطعة بعض المباريات بما في ذلك المباريات في حدث أو عرض الرويل رامبل. أُعيد برمجة وهيكلة التثبيت في هذه النسخة مقارنةً بالنسخ السابقة وذلك لجعلِ تثبيت المصارع أكثر صعوبة، كما اعتمدت هذه النسخة ولأول مرةٍ على الذكاء الاصطناعي لمنعِ اللاعبين من الإفراط في استخدام نفس الحركة. أُضيفت أيضًا ميزاتٌ أخرى بما في ذلك قدرة المصارع الذي على وشكِ خسارة المباراة تنفيذ مجموعة من الحركات لتفادي الخسارة وإطالة أمد اللقاء. لدى اللاعبين القدرة أيضًا على استهدافِ أطراف محددة أثناء المباريات أو التركيز على نقطة ضعف المنافس من أجل التفوق عليه في النهاية.
أُضيفت في نسخة دبليو دبليو إي 13 ردات فعل من قبيل «يا إلهي» وهي ردات فعلٍ تبرزُ في مواقف محددة مثل الموقف الذي تتحطَّمُ فيه الحلبة كليًا بعدما يقومُ المصارع الضخم مارك هنري بحملِ المصارع الضخم الآخر بيغ شو وإسقاطهِ على الأرضيّة الخشبية، كما أُضيفت بعض الأمور التي وُصفت من قِبل اللاعبين بالمنطقيّة مثل فشل المصارع المكسيكي القصير ري ميستيريو في رفعِ المصارعين الأكبر حجمًا مثل بيغ شو. لا يتأثرُ التثبيت في هذهِ النسخة بالضرر فحسب بل يتأثرُ أيضًا بقوّة الحركة التي نُفذت. أُتيح في دبليو دبليو إي 13 جنبًا إلى جنبٍ مع اختيار ساحات القتال والشخصيات وعدد حركات لا نهائي، كما تمكَّن اللاعبون في هذه النسخة من ضبطِ إعدادٍ يُسمَّى «تجربة المطابقة» وفيها يختارُ اللاعب وضع سريع أو عادي أو ملحمي وهي اختياراتٌ تُؤثّر على السرعة الإجمالية للقتال كما تؤثر على عوامل أخرى مثل الزخم والضرر وعدوانية العدو وباقي الأمور من هذا النوع.
لإصلاح طريقة اللعب في السلسلة أُضيفت في نسخة دبليو دبليو إي تو كي 15 رسومًا أكثر بخمس مرات مما كانت عليه في نسخة دبليو دبليو إي تو كي 14 وهو ما استدعى من دبليو دبليو إي تصويرًا لمدة أطول تحضيرًا للنسخة الجديدة. تمَّ أيضًا مراجعة طريقة اللعب العامَّة للعبة حيث قُسّم المصارعون مرة أخرى إلى فئات كما كان موجودًا في نسخٍ أقدم من دبليو دبليو إي سماكداون ضدَّ رو. تحتوي الفئات على مجموعات مصارعين يتشابهون في طريقةِ اللعب فهناك العمالقة والمصارعون ذوي المهارات العاليّة في القفز والطيران وغيرهما. ظهرت بعض الثغرات التي تمَّ تلافيها في نسخة دبليو دبليو إي تو كي 16 حيث كان يُسمح للمصارع بتنفيذِ حركةٍ معيّنة من أجل تفادي ضربات خصمهِ القويّة، كما أُضيفت ميزة جديدة تعتمدُ الذكاء الاصطناعي لفكّ الاشتباك بين المصارعينِ عن طريقِ الحكم إذا ما طالَ عن اللزوم، ومع ذلك فيُمكن تشغيل أو إيقاف تشغيل هذه الميزة في قسمِ الخيارات قبل بدايةِ المباراة.
أُضيف في نسخة دبليو دبليو إي تو كي 17 إمكانيّة استخدام السلالم كما أُضيفت ردود فعلٍ أخرى غير ردّة فعل يا إلهي عدى عن إضافة مباراة ماني إن ذا بانك التي حظيت بإعجابِ المتابعين والنّقاد. أصبحت في نسخة دبليو دبليو إي تو كي 18 الحركات البهلوانيّة أسهل وأسرع من ذي قبل كما خُسّنت الرسومات بشكلٍ كبير فضلًا عن إضافةِ المزيد من الحركات القاضيّة على غِرار حركة الآر كي أو الخاصّة بالمصارع راندي أورتن وحركة يو كانت سي مي أو لا يُمكنكَ أن تراني الخاصّة بالمصارع المعروف جون سينا. حملت نسخة دبليو دبليو إي تو كي 19 إضافات جديدة معها مثل إضافة باي باك (بالإنجليزية: Payback)‏ وهي ميزةٌ تُمكّن المصارع الذي خسر المباراة من الانتقامِ من خصمهِ مباشرة عبر الاعتداء عليه أو رش رذاذ أخضر لإغمائه وأمور من هذا القبيل. غيّرت الشركة في نسخة دبليو دبليو إي تو كي 20 عناصر التحكم لتكون أكثر دقّةً وبساطةً للاعبين الجدد ومن السهل فهمها والتكيف معها لللاعبين القدامى لكنها لم تشمل الكثير من التغييرات في هيكل نظامِ اللعبة بشكلٍ عام.

### البرمجة
كان اللاعب قادرًا في نسخة دبليو دبليو إي سماكداون ضدَّ رو على اختيار النجم أو كما يُعرف في عالم المصارعة السوبر ستار من قائمة المصارعين والتنافس به على عددٍ من الألقاب في عدّة بطولات. يتوجَّبُ على اللاعب القتال بمصارعهِ واجتياز مختلف العقبات لاكتسابِ احترام النجوم الآخرين وزيادة شعبيّتهِ وسطَ الجماهير. لإضفاء لمسة من الواقعيّة على اللعبة فقد استحدثت فيها ما يُعرف في عالم المصارعة بالقصّة أو البرمجة وهي ما تُخطّط له الشركة لكلّ مصارع وما سيجري داخل الحلبة. تُؤثر هذه القصص على المباريات وقد تُساهم في خسارة مصارعٍ قويّ لمباراة سهلة أو ربح آخر في بدايةِ مشواره مثلًا لبطولة كبيرة. كل النجوم في اللعبة يعملون لصالحِ الاتحاد العالمي للمصارعة (دبليو دبليو إي) وعليه فالبطولات التي يتصارعون لأجلها هي بطولات حصريّة للشركة حيثُ أنها تتبعُ في الغالبِ علامة رو التجاريّة أو علامة سماكداون التجاريّة أيضًا. يتمتعُ المصارع في اللعبةِ بالقدرةِ على كسب مجموعة متنوعة من البطولات، وكلَّما كسب بطولة ما إلا وتحسَّنت سمعتهُ وسط باقي المصارعين وزادت شعبيّته أمام الجمهور كما تزدادُ فرصه في المشاركة في مباريات الحدث الرئيسي. مع ازدياد احترام المصارع وشعبيته، تتضاعفُ فرصه في تحقيقِ الهدف الرئيسي خلال الموسم وهو الفوز ببطولة العالم للوزن الثقيل أو الحصول على الأقل على مباراة على بطولة دبليو دبليو إي في راسلمينيا الذي يُعتبر من بين أبرز العروض المدفوعة في عالم المصارعة المحترفة. إذا ما فازَ مصارع اللاعب بكلّ هذا فحينها ينتهي الموسم ويُمكنه بدء موسمٍ جديدٍ عبر نفس المصارع الذي حصدَ به كلّ تلك الألقاب الموسم الماضي مع أنَّ لدى اللاعب خيار التبديل.
استُبدل وضع الموسم – وهو الوضع العادي الذي يبحثُ فيه المصارع عن المشاركة في كلّ البطولات الممكنة للتويجِ باللقب الأكبر في نهاية المطاف – بوضعٍ آخر في نسخة دبليو دبليو إي سماكداون ضد رو 2009 ويتعلَّقُ الأمر هذه المرة بوضع الطريق إلى راسلمينيا (بالإنجليزية: Road To WrestleMania)‏ الذي ظلَّ قائمًا حتى نسخة دبليو دبليو إي 12. يُمكن للاعبين في هذا الوضع اختيار نجم مصارعة من بينِ قائمة النجوم كما يُمكنه اختيار أكثر من مصارع. الفرق في هذا الوضع أنَّ القصص أو برمجة اللعبة ليست اعتباطيّة بل هناك قصّة مخصّصة لكل لاعب وهذا ما ميَّز هذه النسخة عن النسخ التي سبقتها. لم يدم وضع الطريق إلى راسلمينيا طويلًا حيثُ استُبدل بوضع أتيتيد إرا (بالإنجليزية: Attitude Era Mode)‏ في نسخة دبليو دبليو إي 13، وفيه يحصلُ اللاعب عبر المصارع الذي يختار على رحلة مصارعة حيث يُقابل عددًا من أبرز نجوم دبليو دبليو إي وعلى رأسهم ستيف أوستن ذا روك. الهدفُ في هذا الوضع هو الوصول لمانداي نايت وارز (بالإنجليزية: Monday Night Wars)‏ وتحقيق اللقب في نهايةِ المطاف.
برز عرضٌ جديدٌ في نسخة دبليو دبليو إي تو كي 14 بعنوان 30 عامًا من راسلمينيا، وهو عرضٌ يُعيد التذكير بما يقربُ من ثلاثة عقود من تاريخ دبليو دبليو إي بما في ذلك 46 مباراة ضمنَ هذا الحدث ومشاهد حصريّة من دبليو دبليو إي فضلًا عن استحداث العديد من الشخصيات الأسطوريّة التي لم تكن موجودة في النسخ السابقة. يتميّز هذا الوضع بقائمةٍ مميزةٍ من المصارعين الذين صارعوا في راسلمينيا، أما الهدف منه فيكون تحقيق انتصارٍ تلو الآخر في اللعبة إلى حينِ التغلب على كل الخصوم وبناء مسيرة تاريخيّة. يجبُ على اللاعب في بعض الأحيان اتباع مسارٍ معيّنٍ مرسومٍ له من طرفِ الشركة القائمة على اللعبة بدلًا من التحكم بحريّةٍ في الشخصية. يُمكن في هذا الوضع تبديل الشخصيات المحددة مسبقًا، كما أنَّ لكل فصلٍ عنوانه حيث يُركّز مثلًا الفصل الذي يحملُ الاسم هولكمانيا رانز وايلد (بالإنجليزية: Hulkamania Runs Wild)‏ على المصارع هولك هوجان ومن زاملوه في البداية فيما يُركّز الفصل الذي يحملُ الاسم ذا نيو جينيريشن (بالإنجليزية: The New Generation)‏ على صعودِ بريت هارت وشون مايكلز في منتصف التسعينيات، ويُعيد فصل أتيتيد إرا (بالإنجليزية: Attitude Era)‏ بعض المباريات من هذا الوضع الخاصّ بنسخة دبليو دبليو إي 13 بالإضافةِ إلى بعض المباريات التي لم تحظى بالكثير من الشعبيّة من قبل. يُركّز فصل العدوان الذي لا يرحم (بالإنجليزية: Ruthless Aggression)‏ على رحيل ذا روك وصعود راندي أورتن وإيدج، في حين يُركّز فصل عصر الكون (بالإنجليزية: Universe Era)‏ على صعود جون سينا وعودة ذا روك والمصارع الآخر بروك ليسنر وهكذا.
لا يُوجد اختلافٌ كبيرٌ بين نسخة دبليو دبليو إي تو كي 15 وبين النسخة التي سبقتها في القصص أو البرمجة باستثناء الشموليّة حيث شملت النسخة الأحدث قصصًا أخرى على غِرار قصّة صعود سي إم بانك كما ركَّزت بشكلٍ من التفصيل على جون سينا وتريبل إتش وشون مايكلز. ضُمِّنت ثلاثُ قصصٍ أخرى في قائمة المحتوى القابل للتنزيل والحديث هنا عن فصلٍ باسم ذا باث أوف ذا واريور (بالإنجليزية: The Path of the Warrior)‏ الذي يروي أحداثًا بارزة في حياة المصارع الراحل ذا أولتيمت واريو وصعوده النيزكي وعلاقتهِ بظهور قاعة المشاهير، أما القصّة الثانية أو الفصل الثاني فجاءَ تحت عنوان ذا هال أوف بين (بالإنجليزية: The Hall of Pain)‏ وهو الفصلُ الذي يروي قصّةً وراء أقوى رجل في العالم مارك هنري حيث قطعَ مشوارًا طويلًا أطاح فيه بعشرات الخصوم ليُصبحَ بطل العالم للوزن الثقيل كما يحكي هذا الفصل عن محاولاته للفوزِ ببطولة دبليو دبليو إي. يروي الفصل الأخير المعنون بوان مور ماتش (بالإنجليزية: One More Match)‏ قصّة المصارع كريستيان وكل ما فعل للفوز ببطولة العالم للوزن الثقيل. كان من المفترض أن تُنتَجَ هذه القصص من أجل نسخ دبليو دبليو إي 12 ودبليو دبليو إي 13 ودبليو دبليو إي تو كي 14 لكن المطورين فضّلوا عرض الطريق إلى راسلمينيا في نسخة دبليو دبليو إي 12 ثم فضّلوا في النسخة المواليّة عرض أتيتيد إرا ونفس الحال في نسخة دبليو دبليو إي تو كي 14 حيث اختاروا عرض 30 عامًا من راسلمينيا. ركّزت نسخة دبليو دبليو إي تو كي 16 على تفاصيل مهمّة في المسيرة المهنيّة للمصارع المشهور ستون كولد ستيف أوستن وخاصّة أيامهُ في إكستريم تشامبيونشيب ريسلينغ عندما كان قلقًا من أن الأمور لا تسير على ما يُرام إلى أن انضمَّ للاتحاد العالمي للمصارعة وصارَ نجمًا معروفًا.
أُضيفت بعض الميزات الجديدة على نسخة دبليو دبليو إي تو كي 17 حيث أعلنت الشركة المبرمجة للعبة عن إضافةِ سبع مباريات جديدة لنمط اللعب ويتعلق الأمر بمباراة بين كاكتوس جاك ودايموند دالاس بيج ضدَّ فريق ذا فابلوس فري بيردس (جيمي غارفين وميخائيل هايز) وهي المباراة التي أُقيمت في عرضِ ساتيرداي نايت تحتَ رعاية شركة دبليو سي دبليو عام 1992، كما حضر نفس الفريق (كان مكوّنًا هذه المرة معَ بادي روبرتس ومايكل هايس) في المبارة الثانيّة ضدَّ كيري وكيفن فون إريك في دبليو سي سي دبليو عام 1986، أما المباراة الثالثة فجمعت أيفوري ضدَّ جاكلين وهي المباراة التي شهدها عرضُ سماكداون عام 2000. يُواجه ستينج في المباراة الرابعة ريك فلير وهي المواجهة التي حصلت في كلاش أوف ذا تشامبينس عام 1988، كما يُواجه في مباراة أخرى فريق نيو ورلد أوردر خصمهم بريت هارت وهي المباراة التي شهدها عرضُ هالوين هافوك في إطارِ دبليو سي دبليو عام 1998، في حين كانت المباراة الأخيرة التي أُضيفت للعبة مباراة ثلاثيّة جمعت بينَ بابا شانجو وبيغ بوس مان (بمساعدةٍ من ألبرت) وبيغ شو وهي المباراة التي شهدها عرضُ هرمجدون عام 1999. كانت هذه النسخة هي النسخة الوحيدة من اللعبة التي شهدت إعادة تجسيد تلك المباريات رسوميًا حيث لم يتكرر مثلُ هذا النمط في نسخة دبليو دبليو إي تو كي 18 ولا في النسخِ التي تلتها. شهد نسخةُ دبليو دبليو إي تو كي 19 إضافة عرضٍ جديدٍ يقومُ فيه المصارع دانيال برايان بسردِ ما يجري حيثُ يتوجَّبُ على اللاعب إكمال 11 مهمة مع بعض الإشارات لزمنِ دانيال في دبليو دبليو إي فيلوسيتي إلى حينِ وصوله للمشاركة في راسلمينيا 34. ركَّزت دبليو دبليو إي تو كي 20 على قصّة الفرسان الأربعة في دبليو دبليو إي (بيكي لينش وبايلي وساشا بانكس وشارلوت فلير) ومبارياتهم الشهيرة من دبليو دبليو إي إن إكس تي حتى راسلمينيا 35.

### وضع المدير العام
برزَ وضعُ المدير العام (بالإنجليزية: General Manager Mode)‏ في نسخة دبليو دبليو إي سماكداون ضدَّ راو 2006 وهو الوضعُ الذي يسمحُ للاعب بالعمل كمديرٍ عامٍ لعلامة راو التجاريّة أو سماكداون (أو إي سي دبليو في نسخة دبليو دبليو إي سماكداون ضدَّ راو 2008). بعد اختيار العلامة التجاريّة التي سيعملُ لصالحها، يبدأُ اللاعب في تعيين الإداريين والتعاقدِ مع المصارعين وتنظيم وبرمجة المباريات كما يسهرُ على تنظيمِ المنافسات والبطلات مع خيارات أخرى لمحاولة كسبِ جماهير دبليو دبليو إي لدعمِ العلامة التجاريّة التي اختارها. يتوجَّبُ على اللاعب – المدير العام داخل اللعبة – إدارة الشؤون المالية للعلامة التجاريّة والتعاقد مع نجوم المصارعة وبيع آخرين ومحاولة تقديم مباريات أفضل من باقي العلامات التجارية المنافسة. يمنحُ فينس مكمان في نهاية العام ومباشرة بعد راسلمينيا جائزة مدير العام للعرض الذي كان قادرًا على استقطابِ معظم المعجبين والمتابعين والجماهير. دُمج نظام أو وضع المدير العام في نسخة دبليو دبليو إي سماكداون ضدَّ راو 2008 مع وضعٍ آخرٍ ليُنتجَ وضعًا جديدًا عُرف حينها باسمِ وضع دبليو دبليو إي 24/7. سمحَ هذا بشكلٍ أساسي لللاعبين باختيار تمثيل المصارعين أو المدراء العامون أو حتى الدمج بين الاثنين. تزدادُ نسبة مئويّة مُعيّنة بعد تحقيقِ أهدافٍ محددةٍ من خلال اللعبة قبل أن يُتوَّجَ اللاعب في نهاية المطاف بجائزة أفضل مدير عام أو أفضل مصارع وذلكَ حسب النسبة المئوية التي وصلَ لها اللاعب.

### وضع الكون
أُضيف ما يُعرف بوضع الكون (بالإنجليزية: WWE Universe)‏ لسلسة الألعاب منذُ نسخة دبليو دبليو إي سماكداون ضدَّ راو 2011. يتميَّزُ هذا الوضع ببناءِ قصصٍ معيّنة ودمجِ مشاهد محددة في بعض المباريات وخلال بعض المنافسات بين المصارعين. تظهرُ هذه المشاهد بشكل عشوائي قبل وأثناء وبعد المباراة. لم يكن اللاعبون في نسخة دبليو دبليو إي 12 قادرون مثلًا على تعطيل بعض الخيارات في الإعدادات على غِرار خيار إصابة المصارع عند تنفيذ حركة صعبة أو متهورة لكنّ ذلك صار ممكنًا في نسخة دبليو دبليو إي 13 كما حُسّنت ردود فعل الجماهير. سُمح في نسخة دبليو دبليو إي تو كي 15 بالمزيدِ من الحريّة في التعديلِ على الخيارات في الإعدادات بينما جاءت نسخة دبليو دبليو إي تو كي 16 بخيارِ تصنيف المصارعين على أساسِ العروض الترويجية التي يُشاركون فيها. أعادت الشركة المطورة للعبة هيكلة وضع الكون في نسخة دبليو دبليو إي تو كي 18 حيثُ صِيغت أهدافٌ جديدةٌ وأُزيلت أخرى، فيما شهدت نسخة دبليو دبليو إي تو كي 19 خيارات أوسع في قائمة المباريات بعد إضافةِ المباراة من نوعِ ماني إن ذا بانك وهي المباراة التي تُمكّن الفائز بها من استعمال العقد داخل الحقيبة للتدخل والمشاركة في أيّ مباراة على لقب عالمي حيثُ يُمكنه التدخل قبل بداية المباراة أو خلالها أو حتى عندما تنتهي من خلالِ مصارعة الفائز الذي عادةً ما يكون منهكًا.

### وضع العرض
بخلافِ الوضع العادي، تتميَّزُ كل نسخةٍ من اللعبة بوضعِ العرض وهو الوضعُ الذي يُوفّر أنواع مختلفة من مباريات المصارعة المحترفة. المباريات الأساسيّة المُدرجَة في كل مباراة هي واحدٌ ضدَّ واحد حيث يختارُ اللاعب مصارعًا معيّنًا ويُصارع به أمام مصارعٍ آخر مبرمج على التحرّك تلقائيًا، كما يُمكن في هذا الوضع لعب مباراة فرق ثنائيّة حيث يختارُ اللاعب مصارعًا معيّنًا ثمّ مصارعًا ثانيًا يُشكّل معه الفريق ويُواجهانِ فريقًا ثنائيًا آخر مبرمجٌ على التحرك والتصارع تلقائيًا حسبَ المستوى. قد تتوسّع هذه المباريات الأساسيّة أيضًا إلى مباريات فُرقٍ مُكوّنةٍ من ستة لاعبين أو مباريات من نوعيّة مباريات عدم التجريد من الأهليّة والتي تشملُ أربعة نجومٍ أو أكثر. إلى جانب المباريات الأساسية، يتمُّ أيضًا في هذا الوضع تضمين المباريات القائمة على القتال أو الصراع العنيف مثل مباراة القفص الفولاذي أو مباراة السُّلَّم أو مباراة غُرفة الإقصاء. يتوفَّرُ في هذا الوضع أيضًا مباريات من نوعيّة مباريات الإكستريم رولز وهي المباريات الخاصّة بعلامة إي سي دبليو التجاريّة وقد ظهرت هذه المباريات في نسخة دبليو دبليو إي سماكداون ضد راو 2008. هناك أيضًا مباراة رويل رامبل والتي تستندُ إلى المباراة البارزة ضمنَ حدث الرويل رامبل حيث يختار فيها اللاعب مُصارعًا واحدًا ويجبُ أن يتصارع ضد تسعة وعشرين نجمًا آخر من أجلِ الظفر باللقبِ العالمي في نهايةِ المطاف. أُضيف في وقتٍ ما لهذا الوضع مباراتين هما شامبيونشيب سكرامبل الذي ظهر لأول مرة في نسخة اللعبة التي صدرت عام 2010 ثم هناك مباراة آي كْوَايت التي صدرت في نسخة دبليو دبليو إي 13، كما عادت في هذه النسخة – ضمن وضع العرض دائمًا – مباراة الحكم الخاص وهي المباراة التي كانت حاضرة في النسخ السابقة لكنها توقّفت في نسخة دبليو دبليو إي سماكداون ضد راو 2007. لقد كان وضع العرض في إصدار دبليو دبليو إي تو كي 17 الخاص ببلايستيشن 3 وإكس بوكس 360 هو العرضُ الرئيسي في اللعبة ويلزمُ المرور عبره عند تشغيلها من أجلِ اختيار الشخصيات، أما لاختيار الملابس وأحزمة البطولات فيجبُ المرور بعشرات المراحل والتحديات ضمن الوضع الكوني. قدَّمَ إصدار دبليو دبليو إي تو كي 18 نسخة جديدة من مباراة غرفة الإقصاء ونسخة أُعيد هيكلتها وبرمجتها من جديدٍ من مباراة رويل رامبل. أصبحَت في نسخة دبليو دبليو إي تو كي 19 المباريات متعددة اللاعبين على غِرار فاتال فايف واي وتريبل ثريت ماتشز أكثر انتشارًا مقارنةً بباقي أنواع المباريات، كما قدمت هذه النسخة وتلك التي تلتها نوعًا جديدًا من مباريات الفرق التي يجري فيها توزيع المصارعين بناءً على بعض نقاط التشابه بينهم.

### اللعب عبر الإنترنت
أصبحَ في إمكانأ اللاعبين بدءًا من إصدار دبليو دبليو إي سماكداون ضدَّ راو اللعب عبر الإنترنت ومنافسة لاعبين آخرين عن بُعد لمن يملكون نفس الجهاز (بلاي ستيشن 2 مثلًا). مع ذلك فقد كانت هذه الميزة محدودة نوعًا ما حيثُ لم يكن لدى اللاعبين عبر الإنترنت سوى وضعين للمنافسة: مباراة واحد ضدَّ واحد والمباراة التي تُعرف في عالم المصارعة باسمِ مباراة السراويل داخلية وفيها يتنافسُ اللاعبانِ عبر مصارعيهما في إطارِ دبليو دبليو إي ديفا على نزعِ ملابس بعضهما البعض ثمّ يفوز الذي ينزعُ كلَّ ملابس الآخر باستثناء الداخليّة منها. طوّرت الشركة المبرمجة للعبة مع مرور الوقت من خيارات اللعبة عبر الإنترنت حيثُ أضافت في إصدار دبليو دبليو إي سماكداون ضد راو 2006 المزيد من أنواع المباريات كما استحدثت بعض البطولات بل والتنافس مع ما يصلُ إلى أربعة لاعبًا في المباراة الواحدة. أصبحَ في إمكان اللاعبين في إصدار دبليو دبليو إي سماكداون ضد راو 2008 الذي صدر على جهاز إكس بوكس 360 اختيار الموسيقى من محرك الأقراص الصلبة لنظامهم وتشغيلها على لعبة الفيديو وعليه فيُمكن استخدام موسيقى مختلفة خلال دخول المصارع للحلبة أو بعد نهاية المباراة ولم تتوفر هذه الميزة لبلاي ستيشن 3 إلّا مع إصدار دبليو دبليو إي سماكداون ضد راو 2009. أُضيفت للعبة في وقتٍ ما المشاجرات وراء الكواليس وأنواع أخرى من المباريات التي برزت جدًا في نسخة دبليو دبليو إي تو كي 19 التي جاءت بميزات أخرى جديدة.

### قائمة المصارعين
تتضمَّنُ في كل نسخة من نسخ ألعاب دبليو دبليو إي تو كي أو دبليو دبليو إي سماكداون ضدَّ راو بمسماها القديم قائمةٌ بأبرز النجوم والنجمات في عالم المصارعة وذلك استنادًا إلى ما قدمهُ هؤلاء خلال بطولات دبليو دبليو إي. يضمُّ هذا الأخير سنويًا كوكبة من النجوم الجدد بينما يسمحُ لنجوم آخرين قدامى بالرحيل أو التقاعد. نتيجةً لذلك فإنَّ كل إصدار من إصدارات سلسلة الألعاب يختلفُ عن الذي سبقه وعن الذي يليهُ في أسماء النجوم حيثُ أنَّ مثل هذه الأمور تعكسُ التغييرات التي تجري فعليًا على مستوى الاتحاد العالمي للمصارعة. لم يجرِ في البداية أيُّ تقسيمٍ للمصارعين على حسبِ العلامات التجاريّة التي ينتمون لها، لكنَّ دبليو دبليو إي قسَّمَ في عام 2002 قائمتهُ من المصارعين والمصارعات بالكاملِ إلى علامتين تجاريتين: أولى هي علامةُ راو التجاريّة والثانية هي علامةُ سماكداون التجاريّة أيضًا ومن العلامتينِ جاء اسمُ اللعبة أصلًا. أطلقت دبليو دبليو إي في عام 2006 علامة تجاريّة جديدة هي إي سي دبليو التي سُمّيت انطلاقًا من عرض إكستريم تشامبيونشيب ريسلينغ. ظهرت العلامة الجديدة في سلسلة ألعاب الشركة لأول مرةٍ في إصدار أو نسخة دبليو دبليو إي سماكداون ضدَّ راو 2008. يُغيّر نجوم دبليو دبليو إي باستمرار العلامات التجاريّة التي يُمثلونها فمنهم من يختارُ تمثيل راو مثلًا بعدما كان يُمثّل من قبل سماكداون ومن هم من ينتقل من سماكداون لتمثيل إي سي دبليو وهكذا، وعليه يجبُ أن تعكس ألعاب السلسلة هذه التغييرات أيضًا عند صدورها. أضافت دبليو دبليو إي لسلسلة ألعابها علامة تجاريّة أخرى هي علامةُ ليجند أو الأساطير والتي ظهرت لأول مرة مع إصدار دبليو دبليو إي سماكداون ضد راو. ضُمِّنَ في اللعبة أيضًا من أُضيفت أسمائهم لقاعة مشاهير دبليو دبليو إي، لكنّ هذا لم يدم طويلًا حيث جرى التخلّي عن هذه الفكرة في إصدار دبليو دبليو إي سماكداون ضد راو 2008 بعدما ظهرت لعبة جديدة لهذا الغرض تحملُ الاسم دبليو دبليو إي ليجندس أوف راسلمينيا (بالإنجليزية: WWE Legends of WrestleMania)‏. تميّزت نسخة دبليو دبليو إي سماكداون ضد راو 2009 بأنها أول نسخةٍ أو إصدارٍ يحتوي على شخصيات قابلة للتنزيل.
ضمَّت لعبة دبليو دبليو إي 12 ما مجموعهُ 56 مصارعًا، فيما ضمَّت النسخة المواليّة ما مجموعه 84 مصارعًا ضمنَ قائمة المصارعين المتوفّرين، واحتوت نسخة دبليو دبليو إي تو كي 14 على 82 مصارعًا بينما ضمَّت نسخة دبليو دبليو إي تو كي 15 ما مجموعه 76 مصارعًا. نسخة دبليو دبليو إي تو كي 16 ضمَّت في قائمة المصارعين نحو 133 مصارعًا لتكون بذلك الأكبر حتى تاريخ إصدارها، بينما ضمَّت النسخة الموالية الموجّهة لأجهزة بلاي ستيشن 3 وإكس بوكس 360 نحو 145 مصارعًا أما تلكَ الموجّهة لبلاي ستيشن 4 وإكس بوكس وان فقد ضمَّت 150 مصارعًا. احتوت دبليو دبليو إي تو كي 18 على 197 مصارعًا للإصدار القياسي، وكُشف عن تحديثٍ للقائمة في للخامس والعشرين من أيلول/سبتمبر 2017 حيثُ ضمَّت القائمة النهائية زهاء 220 مصارعًا، وأكبرُ منها بسبعة عشر ما ضمّتهُ النسخة المواليّة وهو نفس العدد في النسخة التي صدرت عام 2020.

### وضع الإنشاء

ميزة إنشاء المصارع كما تظهرُ في نسخة دبليو دبليو إي سماكداون ضد راو 2008

تتميَّزُ سلسلة الألعاب بوضعِ إنشاء النجوم حيث يمكن للاعبين إنشاء مصارعهم الخاص وتعيين حركاتٍ معيّنة له وطريقة دخوله الحلبة وباقي الأمور من هذ القبيل. ظهرت هذه الميزة لأول مرةٍ في نسخة دبليو دبليو إي سماكداون ضد راو التي صدرت عام 2009. حظيت هذه الميزة يتطويرٍ كبيرٍ مع توالي النسخ حيث صار بإمكانِ اللاعب تخصيص عددٍ من الميزات على غِرار طريقة المشي والحركات وباقي الأمور التي تُشكّل أسلوب لعب المصارع. ظهرَ مع إصدار دبليو دبليو إي سماكداون ضد راو 2006 ولأول مرة قدرة اللاعب على إنشاء مصارعٍ من فئة السوبر ستار بعدما كانت له القدرة على إنشاء شخصيّة عادية. وُسِّعَت الميزة في إصدار دبليو دبليو إي سماكداون ضد راو 2007 حيث يُمكن للاعبين وضع الألعاب النارية والمؤثرات الخاصة خلال دخول المصارع للحلبة. سُهّلت الميزة في إصدار دبليو دبليو إي سماكداون ضد راو 2007 حيث صارَ في إمكان اللاعب إضافة عددٍ من الحركات للمصارع الذي ينشأه حتى يكون متكاملًا نوعًا ما حين يُصارع باقي المصارعين في اللعبة، وتطوّرت الميزة أكثر في نسخة دبليو دبليو إي تو كي 15 المخصّصة لإكس بوكس وبلاي ستيشن 3 فصار بإمكانِ اللاعب تغيير ألوان ملابس المصارع وتعديل أمور أخرى ثانويّة. أُدمج في وضع إنشاء مصارع جديد ميزة إضافيّة تسمحُ للاعب بأخذ نماذج معيّنة من مصارعين آخرين ومن ثمّ التعديل عليها ثمّ استعمالها في إنشاءِ المصارع الجديد. لم تكن هذه الميزة متاحة للكل بل اقتصرت على بعض اللاعبين الذين تتوفَّرُ فيهم الشروط المطلوبة، ومع ذلك فلم تُمكّن هذه الميزة المستحدثة اللاعبين من تعيينِ قناعٍ لمصارعيهم أو التعديل على وجوهم. طُوّرت هذه الميزة بشكلٍ كبيرٍ في إصدار دبليو دبليو إي تو كي 15 حيث أصبحَ في إمكان اللاعبين تعديل ملابس المصارعين إلى أيِّ شيءٍ يُريده اللاعب.

## الاستقبال
| لعبة                                 | ميتاكريتيك |
| ------------------------------------ | --- |
| دبليو دبليو إف سماكداون!             | (بلاي ستيشن 1) 86% |
| دبليو دبليو إف سماكداون 2001         | (بلاي ستيشن 1) 90/100                                                                                                  |
| دبليو دبليو إف سماكداون 2002         | (بلاي ستيشن 2) 76/100                                                                                                  |
| دبليو دبليو إف سماكداون 2003         | (بلاي ستيشن 2) 82/100                                                                                                  |
| دبليو دبليو إف سماكداون 2004         | (بلاي ستيشن 2) 85/100                                                                                                  |
| دبليو دبليو إي سماكداون! ضد راو 2005 | (بلاي ستيشن 2) 80/100                                                                                                  |
| دبليو دبليو إي سماكداون! ضد راو 2006 | (بلاي ستيشن 2) 84/100 (بي إس بي) 81/100                                                                                |
| دبليو دبليو إي سماكداون ضد راو 2007  | (بلاي ستيشن 2) 80/100 (بي إس بي) 78/100 (إكس بوكس 360) 81/100                                                          |
| دبليو دبليو إي سماكداون ضد راو 2008  | (نينتندو دي إس) 61/100 (بلاي ستيشن 2) 71/100 (بلاي ستيشن 3) 74/100 (بي إس بي) 68/100 (وي) 59/100 (إكس بوكس 360) 71/100 |
| دبليو دبليو إي سماكداون ضد راو 2009  | (نينتندو دي إس) 58/100 (بلاي ستيشن 2) 78/100 (بلاي ستيشن 3) 78/100 (بي إس بي) 72/100 (وي) 79/100 (إكس بوكس 360) 79/100 |
| دبليو دبليو إي سماكداون ضد راو 2010  | (نينتندو دي إس) 75/100 (بلاي ستيشن 3) 81/100 (وي) 78/100 (إكس بوكس 360) 80/100                                         |
| دبليو دبليو إي سماكداون ضد راو 2011  | (بلاي ستيشن 3) 74/100 (وي) 72/100 (إكس بوكس 360) 75/100                                                                |
| دبليو دبليو إي 12                    | (بلاي ستيشن 3) 72/100 (وي) 74/100 (إكس بوكس 360) 71/100                                                                |
| دبليو دبليو إي 13                    | (بلاي ستيشن 3) 76/100 (وي) 74/100 (إكس بوكس 360) 78/100                                                                |
| دبليو دبليو إي تو كي 14              | (بلاي ستيشن 3) 74/100 (إكس بوكس 360) 75/100                                                                            |
| دبليو دبليو إي تو كي 15              | (الحاسوب) 70/100 (بلاي ستيشن 3) 55/100 (بلاي ستيشن 4) 62/100 (إكس بوكس 360) 50/100 (إكس بوكس وان) 56/100               |
| دبليو دبليو إي تو كي 16              | (الحاسوب) 74/100 (بلاي ستيشن 4) 73/100 (إكس بوكس وان) 72/100                                                           |
| دبليو دبليو إي تو كي 17              | (الحاسوب) 61/100 (بلاي ستيشن 4) 69/100 (إكس بوكس وان) 68/100                                                           |
| دبليو دبليو إي تو كي 18              | (نينتندو إس) 35/100 (الحاسوب) 64/100 (بلاي ستيشن 4) 66/100 (إكس بوكس وان) 67/100                                       |
| دبليو دبليو إي تو كي 19              | (بلاي ستيشن 4) 77/100 (إكس بوكس وان) 77/100                                                                            |
| دبليو دبليو إي تو كي 20              | (الحاسوب) 43/100 (بلاي ستيشن 4) 43/100 (إكس بوكس وان) 45/100                                                           |

كانت لعبةُ دبليو دبليو إف سماكدوون! – وهي الإصدار الأول ضمن سلسلة الألعاب المستمرّة – واحدة من أكثر الألعاب شعبية على نظامِ بلاي ستيشن عام 2000 حيث بيعت أكثر من 975,000 وحدة للجهاز، كما بيعت أكثر من مليون نسخة في الولايات المتحدة. فقدت اللعبة جاذبيتها بسبب فشلِ الشركة المبرمجة في تطويرِ نظام اللعب الذي وُصف بـ «المخيّب للآمال»، حيث انتُقد النظام بأكملهِ لعدم وجود قصص مثيرة تزيدُ مستوى التنافس بين اللاعبين من خلالِ المصارعين. تلقَّت لعبة سماك داون! 2: نو يور رول استقبالًا أفضل مقارنةً بالنسخة الأولى حيثُ ذكرت آي جي إن أنَّ نظام اللعبة صار أفضل معَ هذا الإصدار على الرغمِ من عدم وجود صوتٍ داخل اللعبة نظرًا لعدم وجود تعليق بل اكتفت الشركة المطوّرة بتضمينِ الموسيقى فقط. انتقدت آي جي إن نسخة دبليو دبليو إف سماك داون! جاست برينغ إت حيثُ أكَّدت الشركة المتخصّصة في تقييمِ الألعاب أنَّ دبليو دبليو إف (دبليو دبليو إي حاليًا) لم تفعل الكثير لتحسينِ اللعبة ونظامها العام، فيما أكَّدت جايم سبوت (بالإنجليزية: GameSpot)‏ أنَّ إضافة التعليق الصوتي على هذا الإصدار ساهمَ بشكلٍ أو بآخرٍ في «الانتقاص من تجربة اللعب».
حظيت نسختي دبليو دبليو إي سماك داون! شت يور ماوث ودبليو دبليو إي سماك داون! هير كامز ذا باين بمراجعاتٍ إيجابيةٍ أكثر من كلٍ من آي جي إن وجايم سبوت حيث أشاد الاثنان بنظام الإصدارين لكنهما أشارا في الوقتِ ذاته لوجود عيوب لم تُصلحها الشركة المطوّرة. تتميز كلتا اللعبتين بموسيقى عامة وعلى الرغم من تحسُّنِ جودتها، إلّا أن التعليق الصوتي الذي برزَ مع إصدار دبليو دبليو إي سماك داون! شت يور ماوث قد أُزيل تمامًا في النسخة المواليّة (دبليو دبليو إي سماك داون! هير كامز ذا باين) لسببٍ من الأسباب. تلقَّت نسخةُ دبليو دبليو إي سماكداون ضد راو مراجعاتٍ أكثر إيجابيّة من الألعاب السابقة حيثُ أكَّدت شركةُ جيم شارْك المتخصّصة هي الأخرى في تقييمِ الألعاب بأنَّ الإصدار الجديد كان رائعًا فعلًا وزاد روعةً بفضلِ الرسوم وطريقة اللعب المُحسَّنة عدى عن أمور ثانويّة أخرى جعلت اللعبة مكتملة إلى حدٍ بعيد.
قيَّمت شركةُ آي جي إن عبر موقعها الإلكتروني لعبة دبليو دبليو إي سماكداون ضد راو 2006 بـ 9.2/10 نظرًا لإضافات مبارياتٍ جديدةٍ إلى هذه النسخة ونظامُ لعبٍ أفضل فضلًا عن استحداثِ بطولات جديدة – مشتقّة من عالم المصارعة – زادت من الإثارة والحماس في صفوفِ اللاعبين. تلقَّت نسخةُ دبليو دبليو إي سماكداون ضد راو 2007 هي الأخرى مراجعاتٍ إيجابيةٍ عند إصدارها وفقًا لموقع ميتاكريتيك المتخصّص في تقييمِ المحتوى الإعلامي الترفيهي، كما حصلَ على مراجعاتٍ إيجابيةٍ في معظم المنصات والمواقع الناشطة في مجال تقييم هذا النوعِ من الألعاب، بل إنَّ مجلة فاميتسو اليابانيّة قد أشادت بالإصدار سواءً المخصّص لأجهزة إكس بوكس 360 أو لأجهزة بي إس بي. تلقت اللعبة الثناء على نظامها وعلى «الكمّ الهائل» من المحتوى الذي تُوفّره لكنها انتُقدت بسبب بعض المشاكل بما في ذلك مشكلة التعليق ومشكلة التشنّج من فترة لأخرى بالإضافةِ لوجود بعض الثغرات على غِرار قدرة المصارعين فوق الحلبة على إسقاطِ خصومهم من فوق السلم بطريقة سهلة جدًا وهو ما جعلَ الفوز في مباراة ماني إن ذا بانك صعبًا جدًا إن لم يكن مستحيلًا.
عادت المراجعات السلبيّة لتُحيط بشركة دبليو دبليو إي معَ إصدار دبليو دبليو إي سماكداون ضد راو 2008 الذي انتُقد بسببِ افتقاره لنظامٍ مفهوم وبسيط كما لم تأتِ هذه النسخة بأيّ ميزاتٍ جديدة ولم تُحسّن في الميزات القديمة، ويُحسب لها إضافة بعض المباريات الجديدة لعلَّ أبرزها مباريات الإكستريم رولز. حلَّت نسخة دبليو دبليو إي سماكداون ضد راو 2009 في المرتبة 31 ضمن قائمة أفضل مائة لعبة مخصّصة لأجهزة إكس بوكس 360، كما حلَّت في المرتبة 28 ضمن نفس القائمة لأجهزة بلاي ستيشن 3 وذلك في القائمة السنويّة التي تُصدرها شركةُ آي جي إن عبر موقعها الإلكتروني. كانت اللعبة أيضًا من بين أكثر ألعاب الفيديو مبيعًا حيثُ بِيعت 60 مليون نسخة حتى عام 2013. قُوبِلت نسخة سماك داون ضد راو 2010 هي الأخرى قبولًا إيجابيًا حيث قيَّمها موقع جيم رانكينجز بـ 81.29٪ بينما حصلت النسخة في موقعِ ميتاكريتيك على 80 نقطة من مائة (أجهزة إكس بوكس 360)، فيما حصلت اللعبة في نفسِ الموقعينِ على تقييمِ 80.60٪ و81 نقطة من 100 على التوالي (أجهزة بلاي ستيشن 3)، وحصلت في نفس الموقعينِ دائمًا على تقييمِ 79٪ و78 نقطة من أصل 100 (أجهزة وي)، مقابل تقييمٍ بلغَ 76٪ و76 نقطة من أصل 100 (للموقعينِ على التوالي) للنسخة المخصَّصة لأجهزة بلاي ستيشن 2، 73.29٪ و 75 من 100 لإصدار DS ؛ و71٪ و71 نقطة من أصل 100 لإصدار بي إس بي، مقابل 48.33٪ و42 نقطة فقط من أصل 100 لإصدار آي أو إس.
قُوبلت نسخة دبليو دبليو إي سماكداون ضد راو 2011 بقبولٍ إيجابي إلى متوسّط عند نشرها، وحصلت النسخة في موقعي جيم رانكينجز وميتاكريتيك على تقييمٍ بلغَ 80٪ و80 نقطة من أصل 100 على التوالي لإصدار بلاي ستيشن 2، و77.47٪ و74 نقطة من أصل 100 (على التوالي أيضًا بالنسبة لموقعي التقييم) لإصدار بلاي ستيشن 3، مقابل 76.84٪ و75 نقطة من 100 لإصدار إكس بوكس 360، و74٪ و72 نقطة من أصل 100 لإصدار وي، و60٪ و62 نقطة من أصل 100 لإصدار بي إس بي. أعطى جريج ميلر من آي جي إن نسخة اللعبة لإصدارات بلاي ستيشن 3 وإكس بوكس 360 ثمانية نقاطٍ من أصل عشرة، حيثُ أشادَ بالنظام والرسومات لكنه انتقد قيود وضع الطريق إلى ريسلمانيا والتعليق غير الدقيق، كما ذكر أنَّ نظام المواجهة يمكن أن يكون «مُحبطًا في بعض الأحيان». أعطى ميلر النسخة المخصَّصة لأجهزة وي 7.5 من أصل عشرة مكررًا نفس الانتقادات التي صاغها في إصدارات بلاي ستيشن 3 وإكس بوكت 360 لكنه ركَّز هذه المرة على نقدِ الرسومات وجودتها. قَيَّمَ كريس واترز من جيم سبوت إصداري بلاي ستيشن 3 وإكس بوكس 390 بسبعة من أصل عشرة مُشيدًا بالخيارات المُتوفّرة في النسخة لكنه قال إنه وجدَ خطأً في تأخر الاتصال أثناء اللعب عبر الإنترنت. حصلت الإصدارات المُخصَّصة لنظامي إكس بوكس 360 وبلاي ستيشن 3 من نسخة دبليو دبليو إي 12 على آراءٍ متباينة، حيث قيَّمَ موقع آي جي إن اللعبة بـ 9.0 من أصل 10 مُشيرًا إلى أنًّ التغييرات التي طرأت على طريقةِ اللعب بثَّث حياة جديدة في اللعبة، فيما أطلقَ مايك دالونزو من جي 4 على اللعبة لقب «أفضل لعبة مصارعة على الإطلاق»، لكنَّ أندي هارتاب من مجلَّة الكمبيوتر وألعاب الفيديو أعطى اللعبة تقييمًا يلغَ 6.7 فقط من أصل 10 وكتب أن اللعبة لم تُقدّم الكثير مقارنة بالنسخِ التي سبقتها، وهي نفس الملاحظة التي أشارَ لها دان ريكرت من جيم إنفورمر مسترسلًا: «بسببِ قصّة اللعبة التي كانت ضعيفًا جدًا وبسببِ عدم وجود تحسينات جوهريّة فإنَّ هذه النسخة هي أضعفُ نسخة ضمن هذه السلسلة منذُ سنوات.»